# Oberfeldveterinär (Wehrmacht)
Oberfeldveterinär (dobesedno nemško Nadpoljski veterinar) je bil specialistični častniški čin za pripadnike Veterinarskega častniškega korpusa Wehrmachta, ki pa je bil nasleden preko Reichswehra od Kaiserliche Heera. Ustrezal je činu podpolkovnika.
Nadrejen je bil činu Oberstabsveterinärja in bil podrejen činu Oberstveterinär.

## Oznaka čina
Oznaka čina, ki je bila enaka kot za preostale, razen da je bila podlaga oz. obroba karminske barve in da so na naramenski oznaki imeli še oznako kače, je bila sestavljena iz:
- naovratna oznaka čina (t. i. Litzen) je bila enaka za vse častnike in sicer dve ob strani povezani črti, pri čemer se je razlikovala barva podlage glede na rod oz. službo;
- naramenska oznaka čina je bila sestavljena iz štirih prepletenih vrvic in ene zvezde, pri čemer se je barva obrobne vrvice različna glede na rod oz. službo;
- narokavna oznaka čina (na zgornjem delu rokava) za maskirno uniformo je bila sestavljena iz dveh zelenih črt in dveh parov stiliziranih hrastovih listov na črni podlagi.

Galerija
- Naovratna oznaka čina
- Naramenska oznaka čina
- Narokavna oznaka čina